# 미스미 나기사
미스미 나기사(일본어: 美墨 なぎさ, 한국명:묵하람)는 토에이 애니메이션의 프리큐어 시리즈 《빛의 전사 프리큐어》와 그 후속작인 《프리큐어 Max Heart》에 등장하는 캐릭터이다. 애니메이션에서 목소리를 연기한 성우는 일본판은 혼나 요코, 한국판은 정미숙이다.

## 개요
프리큐어 시리즈 1, 2번째 작품에 등장하는 1대째 프리큐어 전사 큐어 블랙으로 변신하는 인물. 변신 시 파트너는 멧플. 유키시로 호노카와 함께 "듀얼 오로라 웨이브!"라고 외치며 변신한다.

## 인물 소개
벨로네 중학교 2학년으로, 라크로스 부 소속. 외관은 연갈색 머리의 울프 컷이 들어간 쇼트 헤어의 보이쉬한 타입의 소녀로, 그 씩씩한 용모와 행동력 덕분에 여학생들로부터 러브레터를 받을 정도로 인기가 높다.
성격은 활발하고 명랑하며, 앞뒤 생각을 잘 안 하는 무모한 성격에 덜렁이 기질도 다분하지만, 호노카의 엉뚱한 언동에 뒷걸음질치는 등 보통 상식인의 밸런스 감각도 겸비했다. 한편 낭만적인 사랑과 멋진 결혼을 꿈꾸는 소녀틱한 면도 가지고 있다.
말버릇은 "말도 안~돼.(일본어: ありえな~い.)". 상당한 대식가로, 가장 좋아하는 음식은 초콜릿과 타코야키, 싫어하는 것은 양파. 가족은 부모님과 남동생 1명이 있다.
운동신경 발군/여장부으로, 스포츠가 특기이며, 소속된 동아리 라크로스 부의 2학년 에이스를 맡고 있다. Max Heart에서는 3학년으로 진급하면서 라크로스 부의 캡틴(등번호 7번)이 된다.

## 큐어 블랙
"빛의 전사, 큐어 블랙!" (일본어: 光の使者、キュアブラック!) 이미지 색은 검은색.
변신 후 복장은 스커트길이의 짧은 검정 드레스와 스패츠차림이며, 1기 변신폼에서는 배꼽을 드러내고 있다. 변신 후 복장의 기본 테마색은 검은색이며 중간중간 분홍색을 곁들였다. 전반적으로 용맹한 이미지.
전투 스타일은 펀치와 발차기 등 육탄전을 중심으로한 파워 스타일이다.
아이템
- 레인보우 브레이스
- 스파클 브레이스

큐어 화이트와 2인 합체 필살기
- 프리큐어 마블 스크류
- 프리큐어 레인보우 세라피
- 프리큐어 레인보우 스톰
- 프리큐어 마블 스크류 맥스 (MH)
- 프리큐어 마블 스크류 맥스 스파크 (MH)

큐어 화이트, 샤이니 루미너스와 3인 합체 필살기
- 에키스트림 루미나리오
- 에키스트림 루미나리오 맥스